# Rivalités dans le football dans le West London
Les rivalités dans le football dans le West London, autrement appelées West London derbies (français : Derby de l'ouest de Londres), concernent quatre équipes de la capitale anglaise.

## Histoire du football dans le West London
Les quatre clubs ont tous connu la première division durant leur histoire, Chelsea ayant participé à 78 saisons de l'élite anglaise, loin devant les Cottagers de Fulham (24), les Hoops QPR (22) et Brentford (5)
.

## Rivalités
Depuis plus d'un siècle, Brentford, Chelsea, Fulham et les Queens Park Rangers se sont affrontés à 550 reprises. Cependant, les clubs ont souvent évolués dans des divisions différentes ce qui fait que le derby du West London le plus fréquent (Chelsea - Fulham) n'a eu lieu que 75 fois, comparé aux autres derbies anglais (plus de 150 matchs au sein des North London derby et derby de Manchester, plus de 200 éditions du derby du Merseyside).
Une étude indépendante de 2003 montre que les supporters des quatre clubs considèrent généralement les autres clubs du West London comme leurs principaux rivaux. Chelsea est vu comme le principal rival de Fulham et QPR, ces deux derniers se considérant rivaux secondaires entre eux. Brentford a pour principaux rivaux QPR puis Fulham. Cependant, les supporters de Chelsea ne placent aucun club du West London dans les principaux rivaux ; ils estiment que Arsenal et Tottenham et Manchester United sont les plus sérieux rivaux des Blues.

### Chelsea - Fulham
La rivalité entre Chelsea et Fulham tient principalement de la proximité géographique des stades, tous les deux basés dans le quartier de Fulham. Cette rivalité ne s'est pas fortement développée car les deux clubs ont peu souvent évolué dans la même division (les deux n'étaient dans la même division que cinq fois entre 1968 et 2001) et que les rencontres entre les deux clubs sont souvent sans enjeu majeur.